# Grand Prix (TV-program)
Grand Prix var ett svenskt ungdomsprogram på SVT som sändes i 34 avsnitt 2007. En musiktopplista röstades fram via SMS. Publiken fick välja bland tio låtar och de sju som fick flest röster var kvar till nästa vecka, förutsatt att de inte redan hade varit med fyra veckor. Ju fler röster låten fick, desto mer spelas i programmet. Programledare var Gonzalo del Rio Saldias och Malin Olsson.